# Кубок России по дзюдо 2017
Кубок России по дзюдо 2017 года прошёл с 8 по 10 декабря в Брянске. В соревнованиях приняли участие 302 спортсмена (200 мужчин и 102 женщины), которые представляли 48 регионов страны.

## Медалисты

### Мужчины
| Категория                   | Золото                                                 | Серебро                                                    | Бронза                                                                      |
| --------------------------- | ------------------------------------------------------ | ---------------------------------------------------------- | --------------------------------------------------------------------------- |
| Наилегчайший вес (до 60 кг) | Егор Цветков · Оренбургская область                    | Сергей Абьян · Краснодарский край                          | Иван Долгих · Свердловская область Михаил Алдын-оол · Москва                |
| Полулёгкий вес (до 66 кг)   | Пётр Жуков · Москва                                    | Ислам Циканов · Кемеровская область                        | Шамиль Зилфикаров · Тюменская область Рамазан Коджаков · Карачаево-Черкесия |
| Лёгкий вес (до 73 кг)       | Имранбек Габасов · Тюменская область                   | Сослан Валиев · Мордовия                                   | Биаслан Блимготов · Карачаево-Черкесия Владислав Михалин · Брянская область |
| Полусредний вес (до 81 кг)  | Александр Ульяхов · Брянская область                   | Лео Фогель · Красноярский край                             | Гамзат Зургараев · Тюменская область Алу Бочкаев · Москва                   |
| Средний вес (до 90 кг)      | Александр Григорьев · Самарская область                | Дмитрий Довгань · Ханты-Мансийский автономный округ — Югра | Олег Казарин · Москва Сергей Рябов · Москва                                 |
| Полутяжёлый вес (до 100 кг) | Азамат Ситимов · Краснодарский край                    | Николай Коваленко · Владимирская область                   | Алан Тедеев · Краснодарский край Зелимхан Башаев · Москва                   |
| Тяжёлый вес (свыше 100 кг)  | Роман Бобиков · Тверская область · Челябинская область | Артур Хапцев · Свердловская область                        | Степан Саркисян · Ставропольский край Кямал Лайпанов · Карачаево-Черкесия   |

### Женщины
| Категория                   | Золото                                 | Серебро                                                   | Бронза                                                                                                 |
| --------------------------- | -------------------------------------- | --------------------------------------------------------- | --- |
| Наилегчайший вес (до 48 кг) | Дарья Пичкалёва · Санкт-Петербург      | Алина Сергеева · Тюменская область                        | Лилия Киселёва · Ханты-Мансийский автономный округ — Югра Аида Бикбова · Татарстан                     |
| Полулёгкий вес (до 52 кг)   | Екатерина Долгих · Московская область  | Ольга Гагарина · Москва                                   | Ильзира Кусяева · Ханты-Мансийский автономный округ — Югра Татьяна Аякина · Московская область         |
| Лёгкий вес (до 57 кг)       | Александра Сальникова · Пермский край  | Виктория Байдак · Крым                                    | Насиба Ибрагимова · Московская область Алия Биккужина · Краснодарский край                             |
| Полусредний вес (до 63 кг)  | Татьяна Хоментовская · Санкт-Петербург | Яна Полякова · Свердловская область                       | Светлана Райкова · Московская область Александра Балабанова · Ханты-Мансийский автономный округ — Югра |
| Средний вес (до 70 кг)      | Мария Зольникова · Тюменская область   | Татьяна Коваленко · Московская область · Тверская область | Эльвира Камалова · Пермский край Ольга Захарцова · Ямало-Ненецкий автономный округ                     |
| Полутяжёлый вес (до 78 кг)  | Александра Гималетдинова · Татарстан   | Екатерина Иноземцева · Кемеровская область                | Алеся Медведева · Москва Джульетта Давтян · Москва                                                     |
| Тяжёлый вес (свыше 78 кг)   | Дарья Карпова · Хабаровский край       | Юлия Ляниченко · Саратовская область                      | София Пирогова · Москва · Ямало-Ненецкий автономный округ Дайна Амбарцумова · Тверская область         |